# Імпульс (психологія)
Імпульс – це бажання чи поштовх, особливо раптовий. Його можна вважати нормальною та фундаментальною частиною процесу мислення людини, проте імпульс може стати проблемним в таких станах як обсесивно-компульсивний розлад, граничний розлад особистості та синдрому дефіциту уваги і гіперактивності.
Здатність контролювати імпульси, а точніше контролювати бажання прямувати за ними, є важливим фактором особистості та соціалізації. Відкладена винагорода, відома також як контроль імпульсів, є таким прикладом та стосується імпульсів щодо речей, які особа хоче чи бажає.